# Bardzrašen (Shirak)
Bardzrašen (in armeno Բերդաշեն?) è un comune di 269 abitanti (2010) della Provincia di Shirak in Armenia.